# 还原剂
在化合價有改變的氧化還原反應中，氧化態由低變高（即失去电子）的物質稱作還原劑，可稱抗氧化劑，具有還原性，被氧化，其產物叫氧化產物。
还原剂是相对的概念，因为同一物质可能隨反應物質的不同，呈現还原剂或氧化剂的特性。
如:SO2+2HNO3→H2SO4+2NO2，中SO2是還原劑。
但在2H2S+SO2→3S+2H2O中，SO2却是氧化剂。
化合物中如果有处在中间价态的元素，则它们通常是还原剂，如氯化亚锡、硫酸亚铁、一氧化碳、三氯化钛等。
常见的还原剂有：
- 氫氣（H2）
- 碳（C）、一氧化碳（CO）
- 还原铁粉（Fe）、鋅粉（Zn）
- 鹼金屬（常用的有Li、Na、K）
- 對氧活性大的金屬（如Mg、Al、Ca、La等）
- 氯化亚锡（SnCl2）
- 草酸
- 硼氢化钾（KBH4）、硼氢化钠（NaBH4）
- 活泼金属氢化物、氢化铝锂（LiAlH4）
- 次磷酸、次磷酸钠
- 硫代硫酸钠（Na2S2O3）
- 聯氨（N2H4）